# Ore 14
Ore 14 è un programma televisivo italiano di genere rotocalco, in onda dal 26 ottobre 2020 su Rai 2 e condotto da Milo Infante.

## Descrizione
Il programma racconta i più importanti fatti di cronaca nera e casi di omicidio, con inviati sul posto e opinionisti in studio e in collegamento. In ogni puntata vengono approfonditi i casi più rilevanti grazie alla partecipazione di avvocati, medici legali e pubblici ministeri coinvolti nelle indagini, offrendo così un'analisi completa e dettagliata degli eventi.

## Il programma

### Prima edizione
La prima edizione è andata in onda su Rai 2 dal 26 ottobre 2020 al 7 maggio 2021, dal lunedì al venerdì, inizialmente dalle 14:00 alle 14:55. Dal 25 novembre 2020, a seguito della sospensione di Detto fatto, è andata in onda fino alle 15:15. 
Il programma venne rinnovato per ulteriori tre puntate, incentrate sulla scomparsa di Denise Pipitone, nelle giornate del 7, 14 e 21 giugno dalle 14 alle 15:45 e per il 29 giugno eccezionalmente in seconda serata e condotta in esterna.

### Seconda edizione
La seconda edizione è andata in onda dal 13 settembre 2021 al 5 maggio 2022.
Gli inviati erano Barbara Di Palma, Silvia Sacchi, Nicole Di Giulio e Giorgio Saracino. Gli ospiti fissi erano la criminologa Roberta Bruzzone, Monica Setta, Riccardo Bocca e Monica Leofreddi.

### Terza edizione
La terza edizione è andata in onda dal 12 settembre 2022, dal lunedì al venerdì dalle ore 14:00 fino alle 15:30 circa.
Le inviate erano Nicole Di Giulio, Silvia Sacchi e Tatiana Bellizzi.
Il 5 maggio 2023 il programma era momentaneamente sospeso per le dirette del Giro d'Italia di ciclismo; riprese il 29 maggio per chiudere la stagione il 30 giugno.

### Quarta edizione
La quarta edizione è andata in onda dall'11 settembre 2023. Come nella stagione precedente, il 3 maggio 2024 il programma era momentaneamente sospeso per le dirette del Giro d'Italia di ciclismo; riprese il 27 maggio per chiudere la stagione il 28 giugno.

### Quinta edizione
La quinta edizione è andata in onda dal 9 settembre 2024 e all'11 novembre ha avuto una media di ascolti pari a 908 853 spettatori e l'8,18% di share. Come nelle due stagioni precedenti, il 9 maggio 2025 il programma era momentaneamente sospeso per le dirette del Giro d'Italia di ciclismo; riprese il 2 giugno 2025 per chiudere la stagione il 4 luglio 2025. Alle trasmissioni pomeridiane si sono aggiunte quattro puntate speciali in prima serata, denominate Ore 14 Sera, che sono andate in onda il giovedì sera dal 12 giugno al 3 luglio 2025. Il 23 giugno 2025 la trasmissione raggiunge il picco stagionale con 1 123 000 spettatori e il 10,8% di share.

### Sesta edizione
La sesta edizione del programma andrà in onda dall'8 settembre 2025 mentre la seconda edizione di Ore 14 Sera andrà in onda dall'11 settembre 2025 per almeno 8 puntate.

## Edizioni
| Edizione | Inizio            | Fine           | Puntate             | Conduttore   | Regia             | Studio                                                            | Spettatori | Share |
| -------- | ----------------- | -------------- | ------------------- | ------------ | ----------------- | ----------------------------------------------------------------- | ---------- | ----- |
| 1ª       | 26 ottobre 2020   | 7 maggio 2021  | 124 + 4 speciali    | Milo Infante | David Doplicher   | Studio TV2 del Centro di produzione Rai di corso Sempione, Milano | 531 000    | 3,55% |
| 2ª       | 13 settembre 2021 | 5 maggio 2022  | 147 + 2 speciali    | Milo Infante | David Doplicher   | Studio TV2 del Centro di produzione Rai di corso Sempione, Milano | 606 000    | 4,55% |
| 3ª       | 12 settembre 2022 | 30 giugno 2023 | 180                 | Milo Infante | Stefania Grimaldi | Studio TV2 del Centro di produzione Rai di corso Sempione, Milano | 685 000    | 5,85% |
| 4ª       | 11 settembre 2023 | 28 giugno 2024 | 181                 | Milo Infante | Stefania Grimaldi | Studio TV2 del Centro di produzione Rai di corso Sempione, Milano | 855 000    | 7,5%  |
| 5ª       | 9 settembre 2024  | 4 luglio 2025  | 188 + 4 Ore 14 Sera | Milo Infante | Stefania Grimaldi | Studio TV2 del Centro di produzione Rai di corso Sempione, Milano | 965 000    | 8,5%  |